# 馬克古姆哈沃卡 (亞利桑那州)
馬克古姆哈沃卡（英語：Makgum Havoka）是位於美國亞利桑那州皮馬縣的一個非建制地區。該地的面積和人口皆未知。

## 地理
馬克古姆哈沃卡的座標為32°16′29″N 111°57′39″W / 32.27472°N 111.96083°W，而該地的平均海拔高度為568米（即1863英尺）。